# Всховський повіт
Всховський повіт (пол. powiat wschowski) — один з 12 земських повітів Любуського воєводства Польщі.
Утворений 1 січня 1999 року в результаті адміністративної реформи.

## Загальні дані
Повіт знаходиться у південно-східній частині воєводства.
Адміністративний центр — місто Всхова.
Станом на 1.01.2008 населення становить 38 906 осіб, площа 624,2 км².
На терени повіту 6.07.1947 були депортовані 250 українців з української етнічної території Новосондецького повіту (т. з. акція «Вісла», відправлені 2.07.1947 зі станції Грибів).

## Демографія
Демографічні дані повіту станом на 30.06.2005:
|       | Всього | Всього | Жінки  | Жінки | Чоловіки | Чоловіки |
| ----- | ------ | ------ | ------ | ----- | -------- | -------- |
|       | осіб   | %      | осіб   | %     | осіб     | %        |
| Повіт | 39 006 | 100    | 19 776 | 50,7  | 19 230   | 49,3     |
| Міста | 19 862 | 100    | 10 261 | 51,7  | 9601     | 48,3     |
| Села  | 19 144 | 100    | 9515   | 49,7  | 9629     | 50,3     |